# Hirmer Verlag
Der Hirmer Verlag ist ein deutscher Kunstbuchverlag mit Sitz in München.

## Verlagsgeschichte

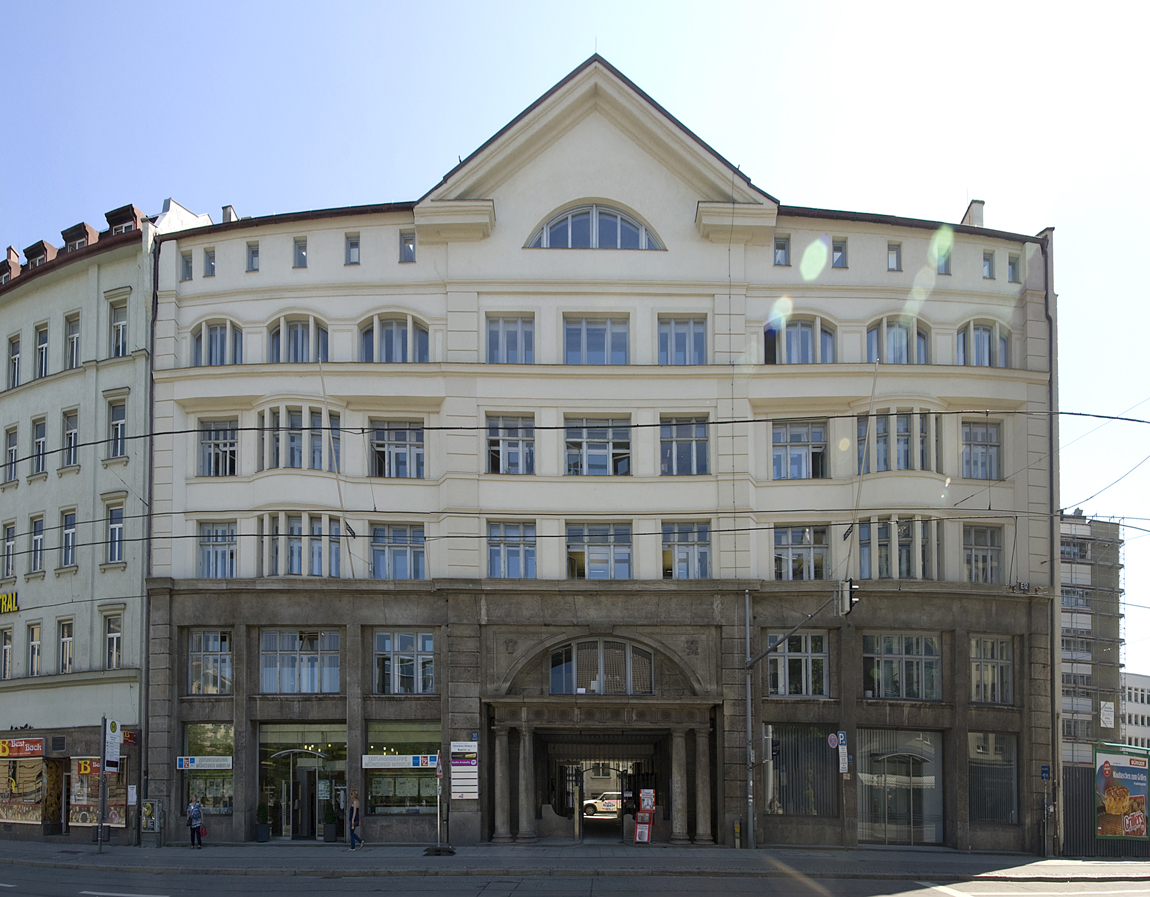
Pressehaus Bayerstraße 57–59, Sitz des Hirmer Verlags (2013)

Gegründet wurde der Verlag 1948 von Max Hirmer und seiner Frau Aenne unter dem Namen Gesellschaft für wissenschaftliches Lichtbild. Seit 1952 trägt er den Namen Hirmer Verlag und begann in den Fünfzigerjahren mit der Publikation von Büchern.  Nach Max Hirmer übernahm sein Sohn Albert Hirmer die Verlagsleitung.
Seit 2011 gehört der Verlag dem Zeitungsverleger Dirk Ippen. Die Geschäftsführung lag von 2009 bis 2024 bei Thomas Zuhr (1960–2024) und liegt seit März 2024 bei Kerstin Ludolph. Der Hirmer Verlag hat seinen Stammsitz im Pressehaus Bayerstraße 57–59 in München.
2021 übernahm der Hirmer Verlag die Münchner Buchhandlung L. Werner von Michael Rechtsteiner. Zum 1. Januar 2025 übernahm Klaus Füreder (Arabella Buchhandlung) die traditionsreiche Kunstbuchhandlung L. Werner vom Münchner Hirmer Verlag. Verbunden war damit ein Standortwechsel von der Theresienstraße in München-Schwabing zum Rosenkavalierplatz in München-Bogenhausen.

## Verlagsprogramm
Das Verlagsprogramm reicht von Büchern über Malerei, Fotografie und Architektur über Skulptur, Zeichnungen, Mode und Kulturgeschichte bis hin zu wissenschaftlichen Publikationsreihen und umfangreichen Werkverzeichnissen. Seit den 2000er-Jahren hat der Verlag den Bereich zeitgenössische Kunst ausgebaut.
Ausstellungskataloge gehören ebenso zum Programm des Verlages wie Autorenbücher, die oft in langjähriger Vorbereitung im Haus entwickelt und umgesetzt werden. Zudem erscheinen regelmäßig die Hirmer SammlerEditionen: Originalarbeiten, die nummeriert, signiert und in limitierter Auflage erscheinen.

## Internationale Kunst
Ein Großteil der Veröffentlichungen ist deutschsprachig, dennoch sind mittlerweile über 200 englischsprachige Titel im Programm (Stand: 02/2016). Der Verlag steht dabei in Kooperation mit Thames & Hudson und University of Chicago Press.

## Goldene Letter
2018 erhielt der Hirmer Verlag für den Band Heimat, Handwerk und die Utopie des Alltäglichen die Goldene Letter, die höchste Auszeichnung des internationalen Wettbewerbs Schönste Bücher aus aller Welt.